# Truppenübungsplatz Haltern

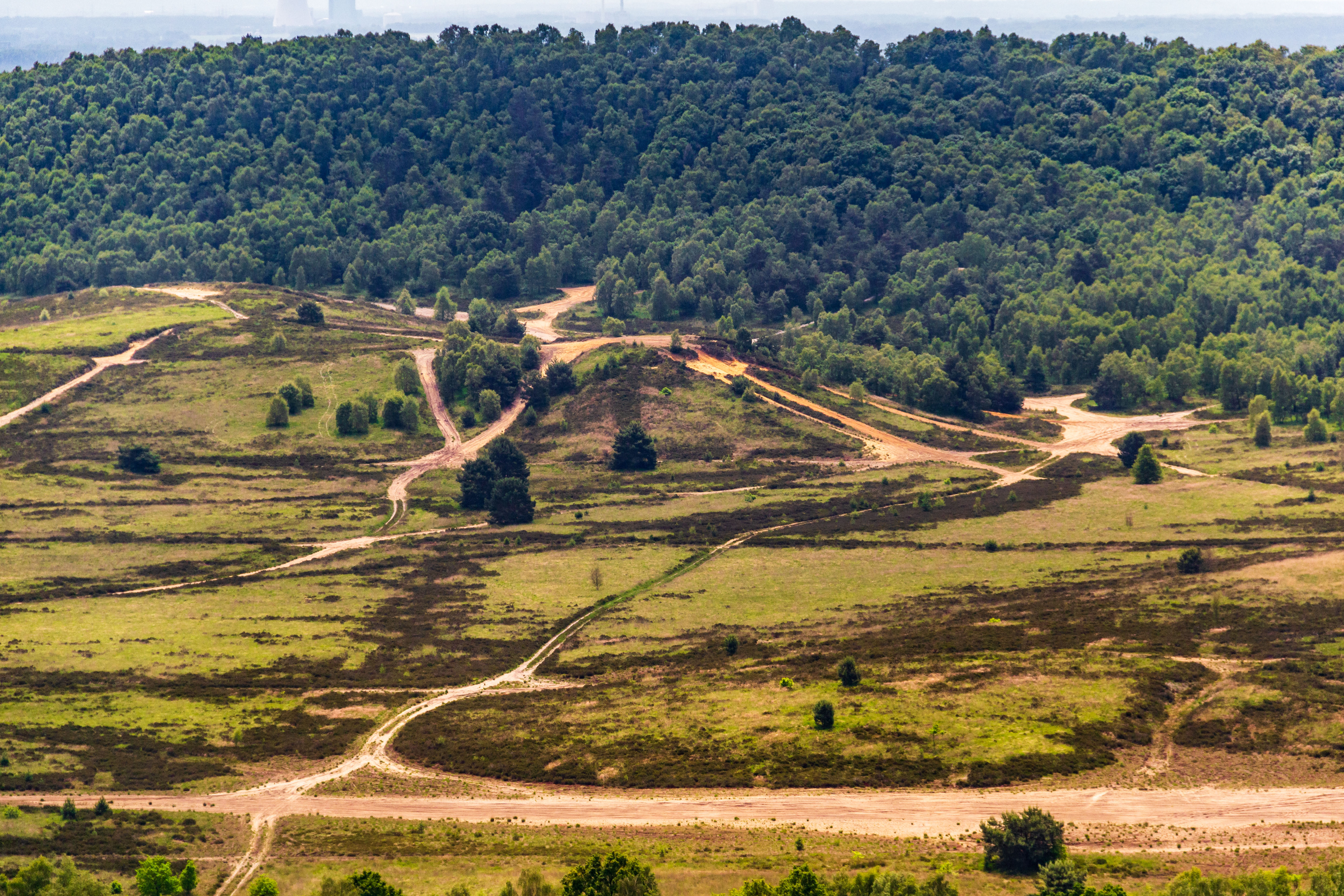
Gelände des Truppenübungsplatzes, 2014

Der Truppenübungsplatz Haltern-Borkenberge befindet sich auf den Gebieten der Kreise Recklinghausen und Coesfeld. Er wurde von 1873 bis 2015 als Schieß- und militärischer Übungsplatz genutzt. 

## Geschichte
Teile des Geländes dienten von 1873 bis in die 1880er Jahre als Schieß- und Versuchsplatz der Krupp-Gussstahlfabrik. Danach entstand ein Truppenübungsplatz, den das Infanterie-Regiment „Herwarth von Bittenfeld“ (1. Westfälisches) Nr. 13 spätestens ab 1878 für seine Gefechtsübungen nutzte. Nach dem Zweiten Weltkrieg wurde er von der British Army genutzt. Ferner standen auch Übungskapazitäten für die Bundeswehr sowie die Niederländische Armee und die Belgische Armee zur Verfügung. Er bestand aus zwei Teilgebieten westlich bei Lavesum und östlich in den Borkenbergen. Zentral gelegen ist die Ortschaft Sythen. Etwas weiter südwestlich befindet sich das Stadtzentrum von Haltern am See. Die Briten wählten das Nobelhotel Overrater Hof als Einsatzzentrale und zogen Mitte der 1950er Jahre in das Camp an der Ecke Sythener Straße und der heutigen K 8 (Sidney-Pincher-Straße) um.
Die Nutzung endete mit dem Abzug der Britischen Rheinarmee am 31. Mai 2015. Lieutenant Colonel Mike Onslow übergab den Übungsplatz an die Bundesanstalt für Immobilienaufgaben (BImA).

## Geographie
Mit seinen Heiden, Sandtrockenrasen und Mooren gehört das Gelände zu den wertvollen Naturlandschaften Nordrhein-Westfalens. Ein großer Teil der Flächen wurden am 17. Juni 2015 ins Nationale Naturerbe eingetragen, um die Naturflächen zu sichern. Die zwei Teilgebiete Borkenberge (1.570 ha) und Lavesum (330 ha) wurden am 28. Oktober 2016 von der DBU Naturerbe GmbH, einer Tochter der Deutschen Bundesstiftung Umwelt (DBU), übernommen.
Im Gebiet befinden sich die Silberseen, der Halterner Stausee und der Hullerner Stausee.